# Conselho de Veteranos
O Conselho de Veteranos da Universidade de Coimbra é a Assembleia constituída exclusivamente por Veteranos, em número mínimo igual ao número de Faculdades acrescido de um.
Ao Conselho de Veteranos compete:
- Tutelar a Queima das Fitas de Coimbra;
- Fixar os  termos em que  a PRAXE deve  subsistir durante a  Festa  das  Latas  e  Imposição  de  Insígnias  e  da Queima  das

Fitas;
- Eleger, demitir ou expulsar o Dux Veteranorum;
- Servir de tribunal de apelação;
- Autorizar a conversão dos Caloiros Estrangeiros em Caloiros Nacionais nos termos do Artigo 7º do código da PRAXE;
- Tomar  todas  as decisões  relacionadas  com  a PRAXE que

achar oportunas e aconselháveis;
- Legislar nos casos omissos;

As reuniões do Conselho de Veteranos são sempre precedidas duma convocatória assinada pelo Dux Veteranorum, ou sendo difícil ou impossível contactar com ele ou estando vago o cargo, por um Veterano de cada Faculdade.